# Корнарота Алта (Тревизо)
Корнарота Алта је насеље у Италији у округу Тревизо, региону Венето.
Према процени из 2011. у насељу је живело 112 становника. Насеље се налази на надморској висини од 84 м.